# Oktober 2020
Portal Geschichte | Portal Biografien | Aktuelle Ereignisse | Jahreskalender | Tagesartikel

◄ |
20. Jahrhundert |
21. Jahrhundert

◄ |
1990er |
2000er |
2010er |
2020er
| 2030er | 2040er

◄ |
2016 |
2017 |
2018 |
2019 |
2020
| 2021 | 2022 | 2023 | 2024 | ►

◄ |
Juli 2020 |
August 2020 |
September 2020 |
Oktober 2020 |
November 2020 |
Dezember 2020 |
Januar 2021 |
►
Dieser Artikel behandelt tagesbezogene Nachrichten und Ereignisse im Oktober 2020.

## Tagesgeschehen

### Donnerstag, 1. Oktober 2020
- Stadtallendorf/Deutschland: Begleitet von einem massiven Polizeiaufgebot, haben im Herrenwald die Baumfällarbeiten für den Weiterbau der A49 begonnen.[1]
- Frankfurt am Main/Deutschland: Der Mitangeklagte Markus Hartmann im Lübcke-Prozess ist aus der Untersuchungshaft entlassen worden.[2]

### Samstag, 3. Oktober 2020
- Assisi/Italien: Papst Franziskus unterschreibt seine dritte Enzyklika „Fratelli tutti“.[3]

### Sonntag, 4. Oktober 2020
- Nouméa/Neukaledonien: Beim Unabhängigkeitsreferendum stimmt die Mehrheit für den Status quo.
- Vatikanstadt: Der Vatikan veröffentlicht die von Papst Franziskus verfasste Sozialenzyklika Fratelli tutti.[4]
- Wien/Österreich: Auf ORF III wird die Verleihung des Nestroy-Theaterpreises 2020 übertragen. Den Preis für das Lebenswerk erhält Christoph Marthaler, den Autorenpreis Elfriede Jelinek für Schwarzwasser.[5] Als beste Schauspieler werden Caroline Peters und Franz Pätzold ausgezeichnet, in der Kategorie Bester Nachwuchs werden Bérénice Hebenstreit und Mathias Spaan geehrt.[6][7]
- Dresden/Deutschland: Messerangriff in Dresden am 4. Oktober 2020

### Montag, 5. Oktober 2020
- Stockholm/Schweden: Für die Entdeckung des Hepatitis-C-Virus wird den Wissenschaftlern Harvey J. Alter, Michael Houghton und Charles M. Rice der Nobelpreis für Physiologie oder Medizin zuerkannt.[8]

### Dienstag, 6. Oktober 2020
- Stockholm/Schweden: Für ihre Forschungen zu Schwarzen Löchern wird Roger Penrose, Reinhard Genzel und Andrea Ghez der Nobelpreis für Physik zuerkannt.[9]

### Mittwoch, 7. Oktober 2020
- Athen/Griechenland: In einem Urteil gegen die Partei „Goldene Morgenröte“ wurde Parteichef Nikos Michaloliakos, sowie sieben ehemalige Abgeordnete, wegen verschiedener Anklagepunkte, darunter Mord, schuldig gesprochen, außerdem wurde die Partei als kriminelle Organisation eingestuft. Nach der Urteilsverkündung gab es Ausschreitungen zwischen der Polizei und autonomen Gruppen.[10]
- Brüssel/Belgien: Mit 345 zu 295 Stimmen lehnten die Abgeordneten des EU-Parlaments das Mercosur-Abkommen vorerst ab.[11]
- Stockholm/Schweden: Der Nobelpreis für Chemie geht an die Französin Emmanuelle Charpentier und die US-Amerikanerin Jennifer Doudna.
- Washington D.C./Vereinigte Staaten: Donald Trump kündigte an eine außerordentliche Erlaubnis zum Einsatz experimenteller Mittel gegen COVID-19 zu genehmigen. Außerdem solle die Behandlung mit diesen Mitteln gratis sein. Trump selbst wurde, nach eigenen Angaben, erfolgreich mit diesem Mittel behandelt.[12]
- Washington D.C:/Vereinigte Staaten: Donald Trump kündigte an, alle Soldaten bis Weihnachten aus Afghanistan abzuziehen.[13]

### Donnerstag, 8. Oktober 2020
- Stockholm/Schweden: Mit dem Nobelpreis für Literatur wird in diesem Jahr die US-Amerikanerin Louise Glück ausgezeichnet.
- Radolfzell am Bodensee/Baden-Württemberg: Die Gemeinde Mals wurde für ihren Kampf gegen Pestizide mit dem EuroNatur-Preis 2020 ausgezeichnet.

### Freitag, 9. Oktober 2020
- Oslo/Norwegen: Dem Welternährungsprogramm der Vereinten Nationen wird der Friedensnobelpreis zuerkannt.[14]
- Berlin/Deutschland: Die Räumung des Hauses in der Liebigstraße 34 hat zu massiven Krawallen geführt. In der benachbarten Steinstraße wurden gezielt Fensterscheiben zerstört und Autos in Brand gesetzt.[15]
- Prag/Tschechien: Stichwahl zum Senat (9. und 10. Oktober).

### Sonntag, 11. Oktober 2020
- Wien/Österreich: Landtags- und Gemeinderatswahl in Wien 2020

### Montag, 12. Oktober 2020
- Stockholm/Schweden: Der Alfred-Nobel-Gedächtnispreis für Wirtschaftswissenschaften wird Paul Milgrom und Robert B. Wilson zuerkannt.
- Das Forschungsschiff Polarstern kehrt von der MOSAiC-Expedition aus der Arktis zurück.
- Für ihren Roman Annette, ein Heldinnenepos über Anne Beaumanoir erhält die Schriftstellerin Anne Weber den Deutschen Buchpreis.

### Mittwoch, 14. Oktober 2020
- Deutschland: In ihrem Herbstgutachten gehen die führenden Wirtschaftsforschungsinstitute von einem Einbruch der Wirtschaftsleistung um 5,4 Prozent aus.[16]
- Fraser Island/Australien: Ein großer Waldbrand brach aus und verbrannte bis Anfang Dezember 2020 etwa 80.000 ha Fläche, etwa die Hälfte der gesamten Insel.[17]

### Freitag, 16. Oktober 2020
- Conflans-Sainte-Honorine/Frankreich: Mord an Samuel Paty

### Samstag, 17. Oktober 2020
- Parlamentswahl in Neuseeland 2020

### Sonntag, 18. Oktober 2020
- Frankfurt am Main/Deutschland: Verleihung des Friedenspreises des Deutschen Buchhandels an den indischen Ökonomen Amartya Sen. Schauspieler Burghart Klaußner verlas die Laudatio von Bundespräsident Frank-Walter Steinmeier, der sich in eine freiwillige Corona-Quarantäne begeben hatte. Der Preisträger wurde aus den Vereinigten Staaten zugeschaltet.
- Bolivien: Präsidentschaftswahl sowie Parlamentswahlen zu Ober- und Unterhaus der Plurinationalen Legislativen Versammlung
- Guinea: Präsidentschaftswahl
- Türkische Republik Nordzypern: Der bisherige Premierminister Ersin Tatar gewinnt die Stichwahl der Präsidentschaftswahl.

### Dienstag, 20. Oktober 2020
- Die Raumsonde OSIRIS-REx der NASA nähert sich nach über vier Jahren Raumflug dem erdnahen, knapp 500 Meter großen Asteroiden (101955) Bennu, um Bodenproben der Oberfläche zu entnehmen.

### Mittwoch, 21. Oktober 2020
- Frankfurt am Main/Deutschland: Nach fünfjähriger Umbaupause ist das Jüdische Museum wiedereröffnet worden.
- Hanau/Deutschland: Valerie Fritsch erhält den Brüder-Grimm-Preis für ihren Roman Herzklappen von Johnson & Johnson.

### Donnerstag, 22. Oktober 2020
- Polen: Proteste in Polen

### Freitag, 23. Oktober 2020
- Hamburg/Deutschland: Ein im Hirschpark befindlicher Berg-Ahorn wird vom Kuratorium Nationalerbe-Bäume der Deutschen Dendrologischen Gesellschaft zum Nationalerbe-Baum ausgezeichnet.[18]

### Samstag, 24. Oktober 2020
- New York City/Vereinigte Staaten: Honduras ratifiziert als 50. Staat den Atomwaffenverbotsvertrag. Damit kann der Vertrag nach 90 Tagen in Kraft treten.
- Senegal: Bei einem Schiffsunglück vor der senegalesischen Küste sterben mindestens 140 Migranten, die auf dem Weg von M’bour zu den Kanarischen Inseln waren.[19]

### Montag, 26. Oktober 2020
- Victoria/Seychellen: Mit Wavel Ramkalawan ist zum ersten Mal seit der Unabhängigkeit der Seychellen im Jahr 1976 ein Oppositionsführer zum Staatspräsidenten gewählt worden.

### Mittwoch, 28. Oktober 2020
- Polen: Nationaler Streik in Polen
- Deutschland: Um den gestiegenen COVID-19-Fallzahlen entgegenzuwirken, werden erneut temporäre Beschränkungen beschlossen, welche den öffentlichen und privaten Lebensbereich betreffen. Die Maßnahmen gelten vom 2.–30. November 2020 und werden Mitte November 2020 erneut von der Bundeskanzlerin und den Landesministern besprochen werden.[20]
- Dodoma/Tansania: Wahlen in Tansania 2020

### Donnerstag, 29. Oktober 2020
- Nizza/Frankreich: Anschlag in Nizza 2020

### Freitag, 30. Oktober 2020
- Türkei/Griechenland: Erdbeben in der Ägäis

### Samstag, 31. Oktober 2020

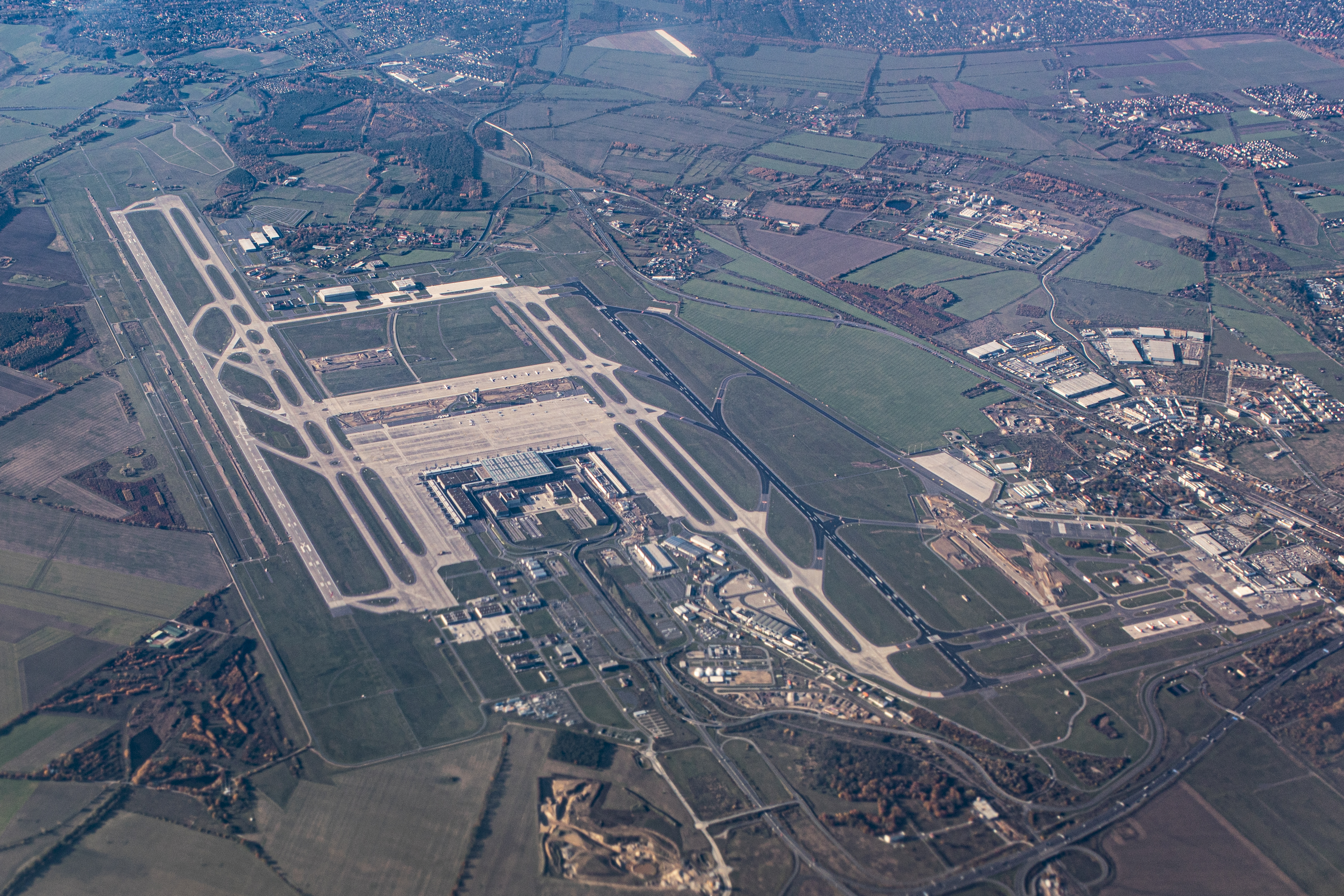
Flughafen Berlin Brandenburg

- Berlin/Brandenburg: Der Flughafen Berlin Brandenburg wird eröffnet.
- Elfenbeinküste: Präsidentschaftswahl
- Tiflis/Georgien: Die Parlamentswahl in Georgien 2020 gewinnt das Parteienbündnis Georgischer Traum.